# Gert Louis Lamartine
Gert Louis Lamartine (* 20. Juli 1898 in Uiffingen; † 9. Januar 1966 in Stuttgart) war ein deutscher Maler, Bildhauer und Innenausstatter.

## Leben
Gert Louis Lamartine, geboren unter dem Namen Gerhard Ludwig Gustav Lamerdin, war Sohn von Gustav Lamerdin und Bertha geb. Müller und war mit Alphonse de Lamartine verwandt. Er studierte Malerei an der Universität Heidelberg und an der Karlsruher Kunstakademie.
Im Jahr 1923 wanderte er nach Kanada aus und richtete in Île Sainte-Hélène in Montreal ein Innendekorationsstudio ein, von wo aus er mehr als vierzig Jahre lang arbeitete. Unter seiner Leitung dekorierte seine Firma zahlreiche Häuser im Bezirk Montreal sowie die berühmten Hotels Château Frontenac in Quebec City, Château Laurier in Ottawa, Château Lake Louise in Banff (Alberta) und das Queen Elizabeth Hotel in Montreal.
Seine Gemälde sind impressionistisch und abstrakt. Er malte Porträts, Figurenstudien, Umhänge und Stillleben und wählte seine Sujets aus vielen Ländern, die er bereist hat (Japan, China, Karibik, Portugal, Spanien und andere). Seine Arbeiten wurden an verschiedenen Orten ausgestellt, darunter 1959 im Montreal Museum of Fine Arts und 1964 in der Galerie Toit de Chaume in Piedmont (Québec) außerhalb von Montreal. Er fertigte auch Mosaike und Skulpturen an.